# Gustav Ehrismann

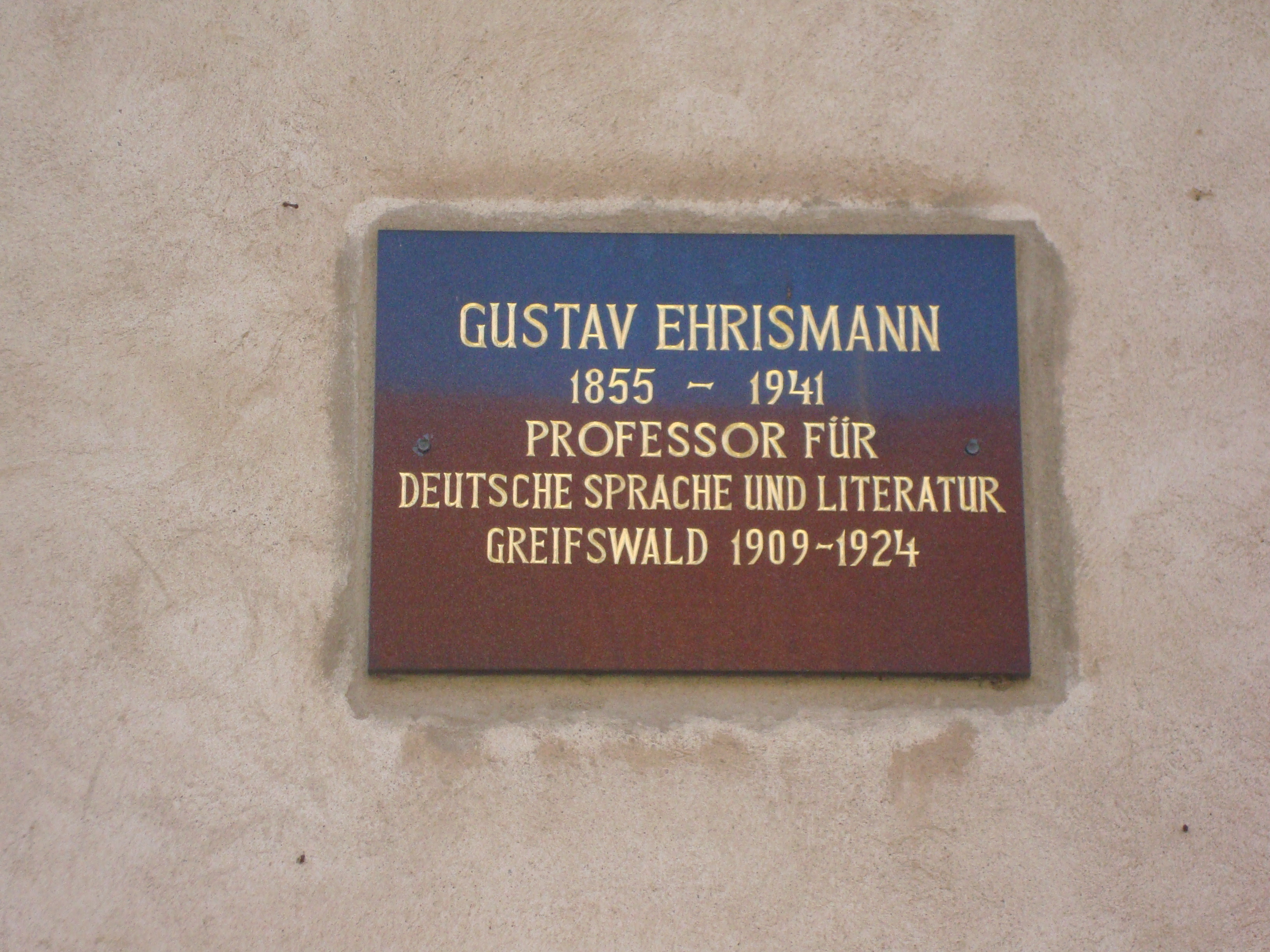
Gedenktafel für Gustav Ehrismann am historischen Institut der Universität Greifswald

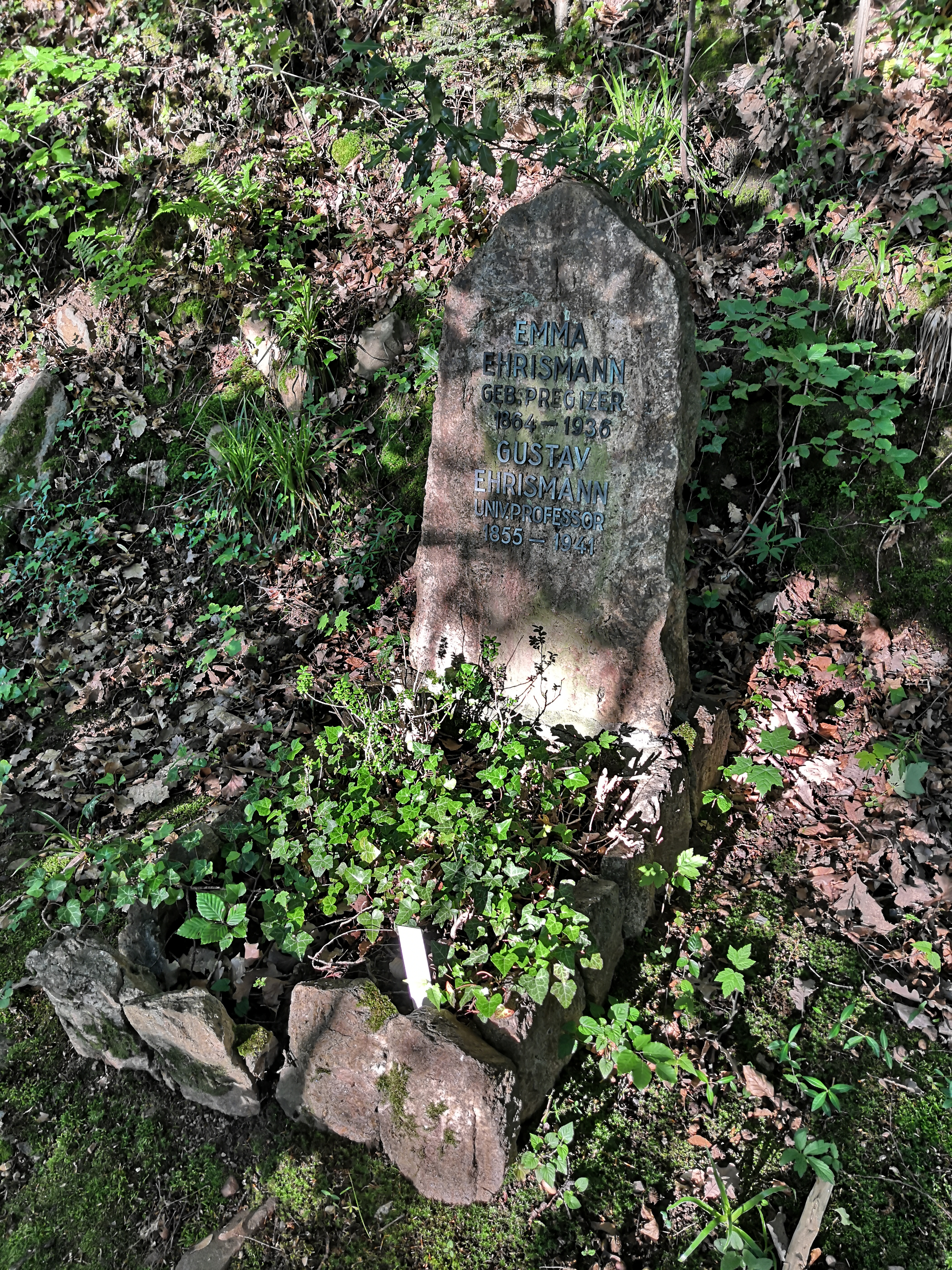
Grab von Gustav Ehrismann auf dem Bergfriedhof in Heidelberg

Gustav Adolph Ehrismann (* 8. Oktober 1855 in Pforzheim; † 9. September 1941 in Hamburg-Othmarschen) war ein deutscher germanistischer Mediävist. Er war Ordinarius an der Universität Greifswald.

## Leben
Gustav Adolph Ehrismann studierte von 1875 bis 1881 Philologie in Heidelberg und Leipzig. In Heidelberg wurde er Mitglied der Verbindung Rupertia. Er wandte sich besonders der deutschen Philologie zu, in der er 1880 zum Thema Der Renner von Hugo von Trimberg promovierte. Seit 1881 lebte er als Privatgelehrter in Pforzheim, da er gesundheitliche Probleme hatte. Er verfasste mehrere Aufsätze für die Zeitschrift „Germania“ und kehrte 1894 nach Heidelberg zurück. Ehrismann hatte sich in den Jahren 1881 bis 1894 eingehend mit den Texten des gesamten älteren germanischen und deutschen Schrifttums sowie mit der mittelalterlichen Philosophie und kirchlicher Literatur beschäftigt. Eines seiner bekannten Werke befasst sich daher mit der „Geschichte der deutschen Literatur bis zum Ausgang des Mittelalters“. 1897 erhielt er seine Habilitation in Heidelberg und wurde dort 1901 zunächst außerordentlicher Professor und 1909 dann ordentlicher Professor in Greifswald. Hier blieb er bis zu seiner Emeritierung 1924. Später zog er nach Berlin und schließlich nach Hamburg, wo er 1941 verstarb.
1923 wurde er zum korrespondierenden Mitglied der Preußischen Akademie der Wissenschaften, 1924 der Göttinger Akademie der Wissenschaften und 1932 der Bayerischen Akademie der Wissenschaften gewählt. Der Akademisch-Neuphilologische Verein Greifswald (seit 1909 Neuphilologische Verbindung Greifswald) im WKV ernannte Ehrismann zum Ehrenmitglied.
Im „Handbook of Medieval Studies“ von 2010 wird Ehrismann als einer der aktivsten und einflussreichsten Germanisten des frühen 20. Jahrhunderts beschrieben und als eine „Schlüsselfigur der Mediävistik“ eingeordnet.
Ein Enkel Ehrismanns ist Otfrid-Reinald Ehrismann, der ebenfalls als germanistischer Mediävist tätig ist.

## Werke
- Rudolfs von Ems Weltchronik. Aus der Wernigeroder Handschrift. Weidmann, Berlin 1915. (Digitalisat)
- Geschichte der deutschen Literatur bis zum Ausgang des Mittelalters. Beck, München 1918–1935 (Digitalisat).
- Studien über Rudolf von Ems. Beiträge zur Geschichte der Rhetorik und Ethik im Mittelalter. Winter, Heidelberg 1919 (Digitalisat).